# 1972年全米オープン (テニス)
1972年 全米オープン（1972ねんぜんべいオープン、US Open 1972）は、アメリカ・ニューヨーク市クイーンズ区フォレストヒルズにある「ウエストサイド・テニスクラブ」にて、1972年8月28日から9月10日にかけて開催された。

## 大会の流れ
- 男子シングルスは「256名」の選手による8回戦制で、女子シングルスは「64名」の選手による6回戦制で行われた。シード選手は男子16名、女子8名。男女とも「1回戦不戦勝」（抽選表では“Bye”と表示）はない。
- コートのサーフェス（表面）は、芝生コートで実施された。

## シード選手

### 男子シングルス
1. スタン・スミス　（ベスト8）
2. ケン・ローズウォール　（2回戦）
3. ロッド・レーバー　（4回戦）
4. イリ・ナスターゼ　（初優勝）
5. ジョン・ニューカム　（3回戦）
6. アーサー・アッシュ　（準優勝）
7. トム・オッカー　（3回戦）
8. ヤン・コデシュ　（2回戦）
9. マーティー・リーセン　（3回戦）
10. マニュエル・オランテス　（3回戦）
11. クリフ・ドリスデール　（4回戦）
12. クリフ・リッチー　（ベスト4）
13. ボブ・ルッツ　（4回戦）
14. アンドレス・ヒメノ　（4回戦、途中棄権）
15. ジミー・コナーズ　（1回戦）
16. ボブ・ヒューイット　（4回戦）

### 女子シングルス
1. ビリー・ジーン・キング　（優勝、2年連続3度目）
2. イボンヌ・グーラゴング　（3回戦）
3. クリス・エバート　（ベスト4）
4. ロージー・カザルス　（ベスト8）
5. マーガレット・スミス・コート　（ベスト4）
6. ナンシー・グンター　（1回戦）
7. フランソワーズ・デュール　（3回戦）
8. バージニア・ウェード　（ベスト8）

## 大会経過

### 男子シングルス
準々決勝
- アーサー・アッシュ vs.  スタン・スミス　7-6, 6-4, 7-5
- クリフ・リッチー vs.  フルー・マクミラン　3-6, 6-1, 6-4, 6-2
- イリ・ナスターゼ vs.  フレッド・ストール　6-4, 3-6, 6-3, 6-2
- トム・ゴーマン vs.  ロスコー・タナー　7-6, 5-7, 7-6, 5-7, 6-4

準決勝
- アーサー・アッシュ vs.  クリフ・リッチー　6-1, 6-4, 7-6
- イリ・ナスターゼ vs.  トム・ゴーマン　4-6, 7-6, 6-2, 6-1

### 女子シングルス
準々決勝
- ビリー・ジーン・キング vs.  バージニア・ウェード　6-2, 7-5
- マーガレット・スミス・コート vs.  ロージー・カザルス　6-4, 4-6, 6-4
- クリス・エバート vs.  オルガ・モロゾワ　3-6, 6-3, 7-6
- ケリー・メルビル vs.  パム・ティーガーデン　6-0, 6-2

準決勝
- ビリー・ジーン・キング vs.  マーガレット・スミス・コート　6-4, 6-4
- ケリー・メルビル vs.  クリス・エバート　6-4, 6-2

## 決勝戦の結果
- 男子シングルス： イリ・ナスターゼ vs.  アーサー・アッシュ　3-6, 6-3, 6-7, 6-4, 6-3
- 女子シングルス： ビリー・ジーン・キング vs.  ケリー・メルビル　6-3, 7-5
- 男子ダブルス： クリフ・ドリスデール＆ ロジャー・テーラー vs.  ジョン・ニューカム＆ オーウェン・デビッドソン　6-4, 7-6, 6-3
- 女子ダブルス： フランソワーズ・デュール＆ ベティ・ストーブ vs.  マーガレット・スミス・コート＆ バージニア・ウェード　6-3, 1-6, 6-3
- 混合ダブルス： マーティー・リーセン＆ マーガレット・スミス・コート vs.  イリ・ナスターゼ＆ ロージー・カザルス　6-3, 7-5

## みどころ
- 男子シングルス優勝者のイリ・ナスターゼは、ルーマニア出身のテニス選手として史上初の4大大会シングルス優勝者になった。ナスターゼはそれまで、1971年全仏オープンと1972年ウィンブルドンで2度の準優勝に止まっていたが、3度目の4大大会決勝進出でついに初優勝を達成した。
- 女子シングルス優勝者のビリー・ジーン・キング夫人は、1972年度の4大大会で全仏オープン・ウィンブルドンに続く3連勝を達成した。キング夫人自身の記録では、1967年ウィンブルドン選手権 - 1968年全豪選手権（2年またぎ）以来2度目の4大大会女子シングルス3連勝になる。